# فريتز بانكروفت
فريتز بانكروفت (بالإنجليزية: Frederic Bancroft)‏ هو محاضر وعالم وأمين مكتبة ومؤرخ أمريكي، ولد في 30 أكتوبر 1860 في غاليسبورغ في الولايات المتحدة، وتوفي في 22 فبراير 1945 في واشنطن العاصمة في الولايات المتحدة.